# Adonais
Adonais est une élégie sur la mort de John Keats, auteur d'Endymion, Hyperion, etc.
C'est une élégie pastorale écrite par Percy Bysshe Shelley pour John Keats en 1821. Considérée comme l'une de ses meilleures œuvres, elle est également la plus connue.